# Улица Беглара Ахоспирели
У́лица Бегла́ра Ахоспире́ли (груз. ბეგლარ ახოსპირელის ქუჩა) — короткая, около 150 метров, улица в Тбилиси, в историческом районе Старый город, от Площади Гудиашвили до улицы Ладо Асатиани, за которой имеет продолжением подъём Бетлеми, ведущий к лестнице Бетлеми.

## История
Одна из старейших улиц города, указана ещё на плане царевича Вахушти (1735). Находилась в старейшем городском районе Кала, под защитой городских крепостных стен.
Современное название с 1923 года в честь грузинского поэта Беглара Ахоспирели (1880—1921). Прежде называлась Могнинской по церкви Мугни Сурб Геворг (Мугнинской церкви Святого Георгия).
Церковь Святого Георгия была построена в 1356 году, согласно легенде её строительство было связано с перенесением в Тифлис из селения Мугни мощей Святого Георгия для исцеления царского сына. Чтобы оставить их в городе и была построена эта церковь.
Район улицы был страшно разорён во время нашествия Ага-Мохаммед хана (1795), вся гражданская застройка улицы (на плане царевича Вахушти 1735 года район улицы плотно застроен) была разрушена и воссоздавалась уже после вхождения Грузии в состав Российской империи (1805). После нашествия уцелела только церковь Мугни Сурб Геворг. В советское время церковь использовалась для разных хозяйственных нужд и пришла в аварийное состояние. Из-за споров между Грузинской патриархией и Армянской апостольской церковью о принадлежности храма не ремонтировалась и позднее и в 2009 году её главный купол рухнул.
Ряд домов на улице находится в критическом состоянии. Реконструкция зданий на улице даёт интересные археологические находки, в подвале дома № 4 обнаружены древние кувшины для вина, предположительно, XVII—XVIII веков и две шашки второй половины XIX века Златоустовской оружейной фабрики.

## Достопримечательности
д. 6 — Церковь Мугни Сурб Геворг

Вид церкви Мугни Сурб Геворг с улицы Беглара Ахоспирели

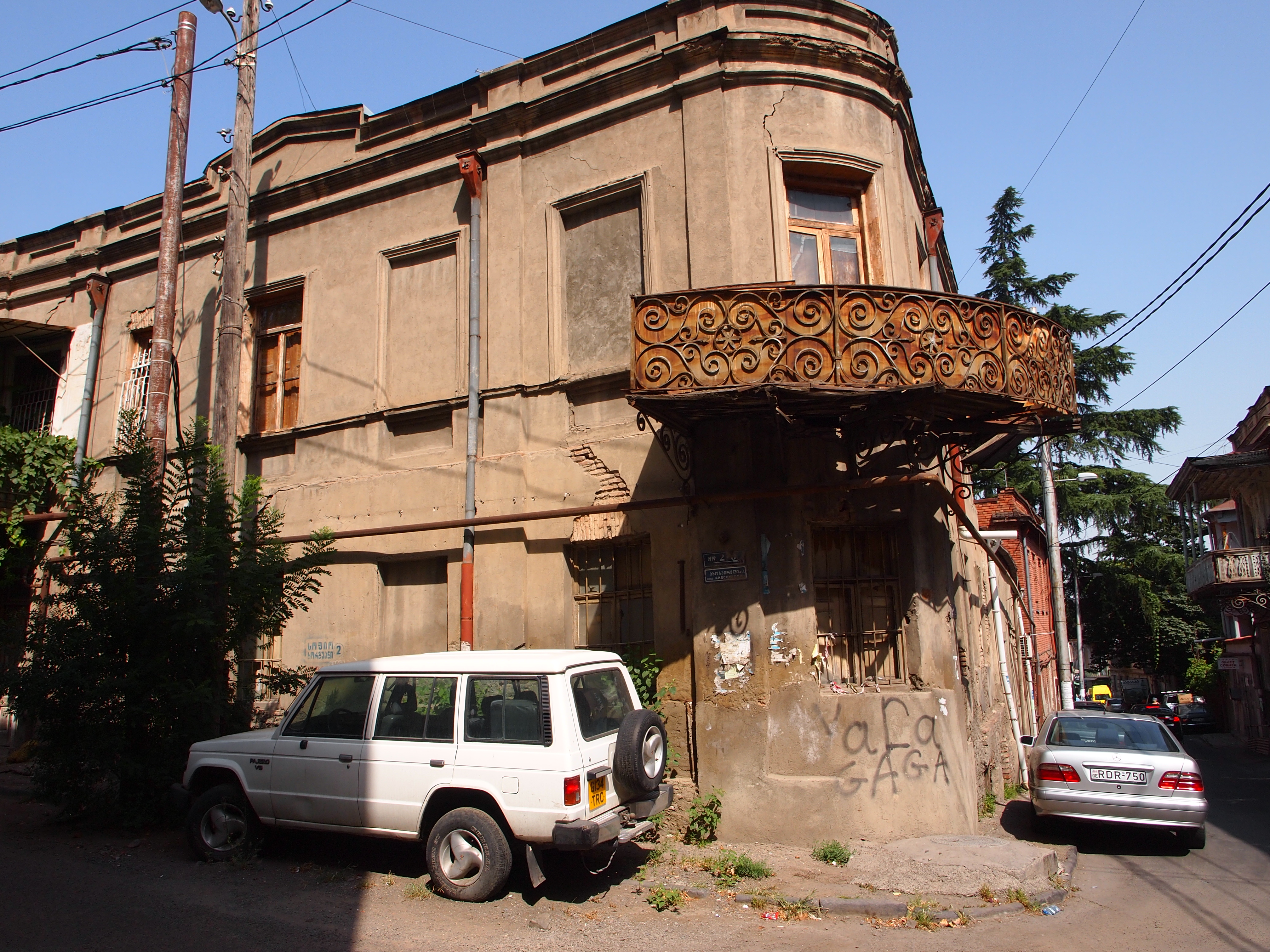
д. 8/9

Дома 1 и 3 («Дом священника») объявлены памятниками архитектуры.